# 小行星3771
小行星3771（3771 Alexejtolstoj）是一颗绕太阳运转的小行星，为主小行星带小行星。该小行星于1974年9月20日发现。

## 轨道参数
小行星3771的轨道半长轴为2.2254601 UA，离心率为0.168。